# NK Mladost Rečica
NK Mladost nogometni je klub iz Rečice.
Trenutačno se natječe u 1. ŽNL Karlovačka.
U sezoni 2008./09. klub osvaja prvo mjesto u Drugoj ŽNL.
U sezoni 2019/20. klub ponovno osvaja prvo mjesto u Drugoj ŽNL.